# H. P. Lovecraft

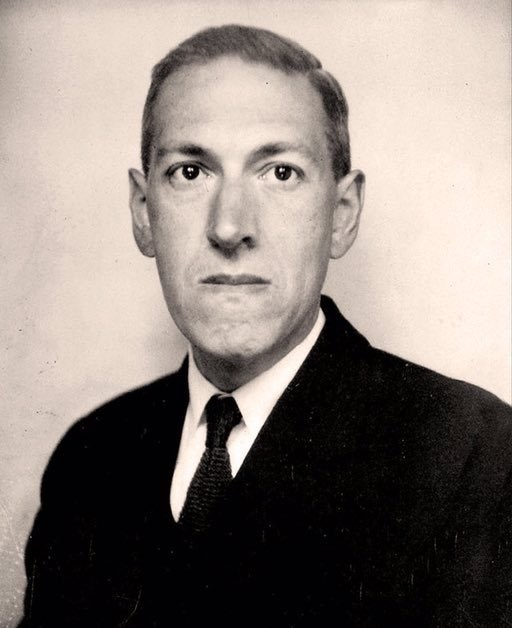
H. P. Lovecraft (1934)

Howard Phillips Lovecraft (* 20. August 1890 in Providence, Rhode Island; † 15. März 1937 ebenda; meist nur H. P. Lovecraft) war ein amerikanischer Schriftsteller. Er gilt als einer der einflussreichsten Autoren der Horrorliteratur im 20. Jahrhundert und wird häufig mit dem Begriff „kosmischer Horror“ in Verbindung gebracht, der Angst vor dem Unbekannten und der Unermesslichkeit des Universums thematisiert. Lovecraft wurde in eine wohlhabende Familie geboren, doch sein Leben war von Tragödien geprägt. Sein Vater erlitt einen Nervenzusammenbruch und wurde in eine psychiatrische Einrichtung eingewiesen, als Lovecraft erst drei Jahre alt war. Seine Mutter, die ihn überbehütet erzog, litt ebenfalls unter psychischen Problemen. Lovecraft war ein hochbegabtes Kind, das früh Interesse an Literatur und Wissenschaft zeigte, insbesondere an Astronomie. Aufgrund gesundheitlicher und psychologischer Probleme musste er jedoch die Schule abbrechen und führte ein zurückgezogenes Leben.
Nach dem Tod seiner Mutter im Jahr 1921 begann Lovecraft, sich verstärkt dem Schreiben zu widmen. Er heiratete 1924 die Unternehmerin Sonia Greene und zog nach New York, doch die Ehe scheiterte wenige Jahre später, und er kehrte nach Providence zurück. Trotz seines literarischen Talents blieb Lovecraft finanziell erfolglos und starb 1937 an Darmkrebs. Lovecrafts bekannteste Werke entstanden zwischen 1917 und 1936. Zu seinen berühmtesten Kurzgeschichten zählen The Call of Cthulhu (1928), At the Mountains of Madness (1936) und The Shadow over Innsmouth (1936). Diese Geschichten sind Teil des sogenannten „Cthulhu-Mythos“, einem fiktiven Universum, das von uralten, gottähnlichen Wesen bevölkert wird. Der Mythos wird von Themen wie Wahnsinn, Nihilismus und der Unbedeutendheit der Menschheit im Angesicht kosmischer Mächte geprägt. Sein Stil zeichnet sich durch eine blumige, antiquierte Sprache und eine dichte Atmosphäre aus, die das Grauen oft impliziert, anstatt es direkt zu beschreiben. Lovecraft war stark von Edgar Allan Poe, Arthur Machen und Algernon Blackwood beeinflusst.
Zu Lebzeiten war Lovecraft weitgehend unbekannt, da seine Werke vor allem in Pulp-Magazinen wie Weird Tales veröffentlicht wurden. Erst nach seinem Tod erlangte er Anerkennung, insbesondere durch die Bemühungen von Freunden wie August Derleth, die seine Geschichten weiter verbreiteten. Der „Cthulhu-Mythos“ entwickelte sich zu einem eigenständigen literarischen Universum, das von anderen Autoren erweitert wurde. Lovecrafts Werk wird kontrovers diskutiert, da seine Schriften rassistische und xenophobe Ansichten enthalten, die seine Weltsicht widerspiegeln. Dennoch bleibt er ein zentraler Einfluss auf die Horrorliteratur, und seine Schöpfungen, wie der Große Cthulhu, haben einen festen Platz in der Popkultur gefunden. Heute gilt Lovecraft als einer der wichtigsten Autoren des Horrorgenres, und sein Werk wird weiterhin studiert, adaptiert und gefeiert.

## Leben

### Kindheit und Jugend

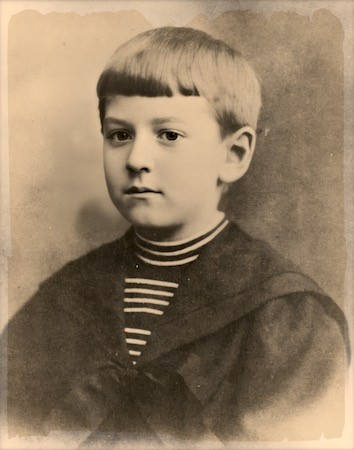
Lovecraft im Alter von etwa zehn Jahren

Howard Phillips Lovecraft wurde 1890 in Providence, Rhode Island geboren. Sein Vater, Winfield Scott Lovecraft, war Handlungsreisender. Seine Mutter, Sarah Susan Phillips Lovecraft, konnte den Stammbaum ihrer Familie bis ins Jahr 1630 zurückverfolgen, als ihre Vorfahren die Massachusetts Bay erreicht hatten, um dort zu siedeln. Lovecraft war das erste Kind seiner Eltern, die beide bereits über 30 Jahre alt waren, als er auf die Welt kam. Das Geburtshaus in der Angell Street 194 (heute 454) wurde 1961 abgerissen. Als Lovecraft drei Jahre alt war, erlitt sein Vater einen angeblichen Nervenzusammenbruch in einem Hotel in Chicago und wurde ins Butler Hospital in Providence gebracht, wo er bis zu seinem Tod fünf Jahre später blieb. Als Todesursache wurde „generelle Parese“ angegeben. Mit diesem Begriff wurden seinerzeit auch die Symptome einer fortgeschrittenen Syphiliserkrankung beschrieben, die sogenannte Neurolues. Es wurde daher vermutet, Lovecrafts Vater hätte an Syphilis gelitten.
Lovecraft wurde fortan hauptsächlich von seiner Mutter, seinem Großvater und zwei Tanten aufgezogen und zeigte bereits früh literarische Begabung. Als Kleinkind lernte er Gedichte auswendig und begann im Alter von sechs Jahren, eigene zu schreiben. Sein Großvater Whipple Van Buren Phillips (1833–1904) unterstützte diese Neigung sowie Lovecrafts Interesse am Mysteriösen und Fantastischen, indem er ihm Bücher wie die Geschichten aus Tausendundeiner Nacht sowie Kinderausgaben von Klassikern wie der Odyssee und der Ilias zu lesen gab. Der Großvater erzählte Lovecraft auch selbsterfundene Horrorgeschichten, teils zum Missfallen der Mutter, die sich um deren möglichen Einfluss auf den Jungen sorgte.
Lovecraft hatte im Schulalter sowohl körperliche als auch psychische Probleme, weshalb er bis zum Alter von acht Jahren nur sporadisch den Unterricht besuchte und dann ein Jahr später aufgrund seines aggressiven und undisziplinierten Verhaltens von der Schule genommen wurde. In dieser Zeit las Lovecraft viel und entwickelte eine große Begeisterung für die Geschichte Neu-Englands, Chemie und Astronomie und schrieb ab 1899 zu diesen Themen handschriftliche Zeitschriften wie The Scientific Gazette und The Rhode Island Journal of Astronomy, die er unter seinen Verwandten und Freunden verteilte. Vier Jahre später, im Alter von 13, wurde Lovecraft wieder eingeschult, auf der Hope Street High School in Providence.
Nachdem Lovecrafts Großvater Whipple Phillips 1904 gestorben war, verarmte die Familie, da die Hinterlassenschaft infolge von Misswirtschaft bald aufgebraucht war. Die Familie musste ihr Haus in der Angell Street 454 aufgeben und in eine Pension in derselben Straße ziehen. Lovecraft litt so schwer an den Veränderungen, vor allem daran, sein Geburtshaus verloren zu haben, dass er eine Zeitlang Suizidabsichten hegte. 1908, kurz vor dem Ende seines letzten Schuljahres, erlitt Lovecraft einen Nervenzusammenbruch, sodass er nie einen High-School-Abschluss erwarb. Den Umstand, dass er nie seine Schullaufbahn beenden und auch nie, wie gewünscht, die Brown University besuchen konnte, empfand er selbst noch spät in seinem Leben als schmerzend und beschämend.

### Amateurjournalismus und Eheleben

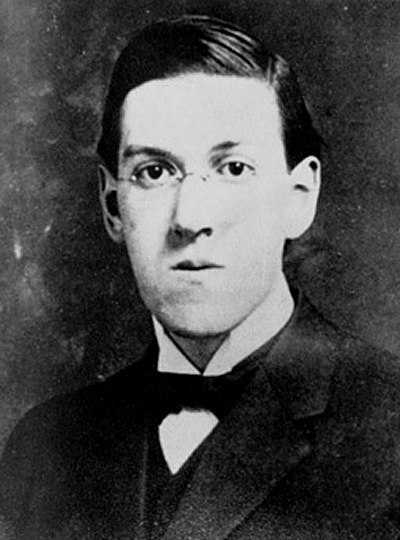
H. P. Lovecraft, Fotografie aus dem Jahre 1915

1914 wurde Lovecraft Mitglied der United Amateur Press Association (UAPA), einer Vereinigung von amerikanischen Amateurjournalisten. Ziel der UAPA war die Förderung des Austausches unter den Autoren; zu diesem Zweck wurden auch Kongresse veranstaltet. Durch einen Leserbrief Lovecrafts im Pulp-Magazin The Argosy, in dem er sich über die fehlende „Würze“ bei den Liebesgeschichten beschwerte, war Edward F. Daas, der Präsident der UAPA, auf den jungen Schriftsteller aufmerksam geworden und hatte ihn eingeladen, dem Verband beizutreten. Lovecraft urteilte zurückblickend, dass dies einer der entscheidenden Schritte in seinem Leben gewesen sei. Er erfuhr im Miteinander mit Gleichgesinnten einen neuen Schwung, der ihn bestärkte. Im Juni 1917 schrieb er die Kurzgeschichte The Tomb, der im Juli desselben Jahres Dagon folgte, die im November 1919 in der Amateurzeitschrift The Vagrant gedruckt wurde.
Ab dieser Zeit begann er ein Netz brieflicher Korrespondenz aufzubauen, das später kolossale Ausmaße annehmen sollte. Unter seinen Brieffreunden waren junge Autoren wie Forrest J. Ackerman, Henry S. Whitehead, Robert H. Barlow, Donald Wandrei, August Derleth, Fritz Leiber, Robert Bloch (Autor von Psycho) und Robert E. Howard (Autor von Conan der Cimmerier). Letzterer beging mit 30 Suizid, was Lovecraft tief berührte.
1919 wurde Lovecrafts Mutter, so wie sein Vater zuvor, wegen psychischer Leiden ins Butler Hospital eingewiesen, wo sie nach sehr reger brieflicher Korrespondenz mit ihrem Sohn 1921 starb. Dieses Ereignis erschütterte Lovecraft ebenfalls sehr stark.
Ab 1919 fuhr Lovecraft mehrfach von Providence nach Boston, um dort an Amateurkongressen teilzunehmen. Im Oktober 1919 besuchte er einen Vortrag seines neuen und einflussreichen Idols Lord Dunsany. Bei einer dieser Tagungen traf er Sonia Greene, die sieben Jahre älter war als er. Die beiden heirateten 1924. Lovecrafts Tanten waren dagegen, denn sie hielten diese Ehe für eine Mesalliance: Sonia Greene kam aus der Ukraine, war Jüdin, hatte ein Hutgeschäft und war in einer ersten, turbulenten Ehe mit dem zehn Jahre älteren Samuel Greene verheiratet gewesen, der 1916 offenbar Suizid begangen hatte.
Das Ehepaar zog nach New York. Anfänglicher Enthusiasmus über das Leben in Brooklyn verflog, und finanzielle Schwierigkeiten bestimmten den Alltag der Lovecrafts. Sonia verlor ihr Geschäft und litt unter schlechter Gesundheit. Da Lovecraft nicht alleine für beide sorgen konnte, suchte sie sich eine Arbeit in Cleveland und zog fort. Lovecraft musste viele Fehlschläge hinnehmen und war lange Zeit erwerbslos. In dieser Zeit steigerte sich nach Ansicht einiger Biographen sein allgemeiner Menschen- und speziell Fremdenhass, bis zur panischen Angst vor Einwanderern, die ihm in seinen Augen den Zugang zu Arbeitsplätzen versperrten. Einige Jahre später einigte sich das getrennt lebende Ehepaar auf eine einvernehmliche Scheidung, die jedoch nie rechtswirksam vollzogen wurde.
Außerhalb der Sphäre der Amateurpresse und der Pulp-Magazine wurde Lovecrafts Name vermutlich erstmals 1926 in einer Kolumne von Howard Wolf erwähnt, einem Reporter des Akron Beacon Journal, den Lovecraft in New York getroffen hatte. Wolf beschrieb ihn als einen „noch unentdeckten“ Autor der Horrorliteratur, dessen Erzählungen keinen Vergleich mit anderen auf diesem Gebiet veröffentlichten Werken scheuen müssten. Er habe einen ganzen Abend lang mit ihm über unheimlich-phantastische Literatur gesprochen und später eine Reihe alter Weird-Tales-Ausgaben gelesen. Für Wolf war vor allem die Kurzgeschichte The Outsider ein Meisterwerk, The Tomb sei fast ebenso gut. Auch für die Erzählungen The Moon-Bog und The Unnamable fand er lobende Worte. Ein Verlagslektor sollte Lovecraft bitten, seine Geschichten zu sammeln und veröffentlichen zu lassen.

### Letzte Jahre

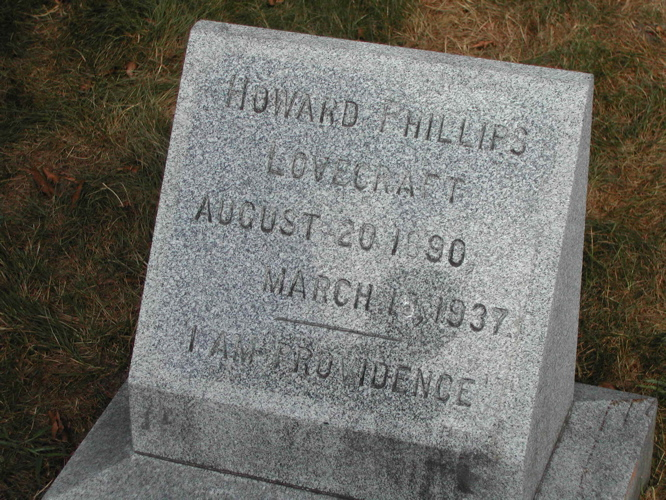
Lovecrafts Grabstein mit der Inschrift „I AM PROVIDENCE“

Lovecraft kehrte zurück nach Providence und lebte dort wieder mit seinen Tanten. Dieser letzte Abschnitt seines Lebens war der produktivste. Nahezu sämtliche seiner bekannten Erzählungen, wie Der Fall Charles Dexter Ward oder Berge des Wahnsinns stammen aus dieser Zeit. Ein Großteil dieser Werke wurde in Pulp-Magazinen wie Weird Tales veröffentlicht und erst nach seinem Tod in Buchform herausgegeben. Darüber hinaus lektorierte und überarbeitete er Werke anderer Autoren oder betätigte sich im Ausnahmefall als Ghostwriter, etwa für Harry Houdini, für den er Imprisoned with the Pharaos verfasste. Seine zu Lebzeiten recht bescheidenen literarischen Erfolge waren mitverantwortlich dafür, dass Lovecraft immer mehr verarmte und schließlich gezwungen war, mit seiner Tante in eine günstigere Unterkunft zu ziehen.
Er betrachtete sich selbst als eine Art Aristokrat und hielt an einem Ehrenkodex fest, der ihn zeitweilig den Hunger einer niederen Arbeit vorziehen ließ. Sein Ehrgefühl umfasste auch seine literarische Arbeit: Er bemühte sich, künstlerisch anspruchsvolle, wirkungstechnisch ausgefeilte und oft komplex inszenierte Erzählungen zu verfassen, die „ehrliche“ Emotionen darstellen und auch erwecken sollten. Eine Tätigkeit als Lohnschreiber oder Verfasser billiger Groschenromane lehnte er ab. 1936 wurde bei Lovecraft Darmkrebs diagnostiziert. Bis zu seinem Tode ein Jahr später litt er an ständigen Schmerzen und Unterernährung. Sein Name ist neben denen seiner Eltern auf dem Familiengrabstein eingraviert. 1977 setzten Verehrer seiner Werke Lovecraft einen eigenen Grabstein; außer den Lebensdaten enthält dieser den mehrdeutigen Spruch „I AM PROVIDENCE“, der aus einem seiner Briefe stammt.

## Werk

### Erzählungen
Lovecrafts erzählerisches Werk wird in der Regel dem „Supernatural Horror“, also der übernatürlichen Horrorliteratur zugeordnet. Lovecraft selbst sah sich als Erben einer ehrwürdigen literarischen Tradition: „Die älteste und stärkste Empfindung der Menschheit ist die Angst, und die älteste und stärkste Form der Angst ist die Angst vor dem Unbekannten“, wie es am Anfang seines umfangreichen Essays Supernatural Horror in Literature heißt.
Der Titel der Abhandlung sollte nicht darüber hinwegtäuschen, dass er zu den Vorläufern des Cosmic Horror nicht nur die Klassiker des englischen Schauerromans, sondern auch Werke der Schwarzen Romantik wie Henry James’ The Turn of the Screw oder Robert Brownings erzählendes Gedicht Childe Roland to the Dark Tower Came zählte. Lovecrafts Schaffen lässt sich grob in drei Kategorien unterteilen: traditionelle Schauergeschichten, Traumweltgeschichten und die Mythosgeschichten. Hinzu kommen viele Gedichte, Essays und unzählige Briefe. Zur ersten Kategorie zählen viele der frühen Kurzgeschichten wie etwa Der Alchemist und Dagon, die erkennbar an Edgar Allan Poe erinnern, dessen unheimliche, teils makabre Erzählungen einen großen Einfluss auf den Lovecraft der jüngeren Schaffensperiode hatten. Typische Schauplätze sind Friedhöfe und verlassene, unheimliche Häuser. Die Geschichten sind durch keinen Hintergrund miteinander verbunden; Lovecraft wurde allerdings oft von Albträumen inspiriert, und in einigen dieser Erzählungen lassen sich bereits Motive ausmachen, die später wiederkehren sollten.
Zur Traumwelt gehören eine Reihe von Kurzgeschichten, die von Lord Dunsanys Erzählungen und William Beckfords Schauerroman Vathek inspiriert wurden. Fremdartige Landschaften, exotische Städte, verbotene Berge, geheimnisvolle Götter – mit all diesen Phänomenen ist diese Welt ausstaffiert und dient als gemeinsamer Hintergrund; dazu kommen Ghoule, Ghasts, Dryaden und weitere bizarre Wesen. Auch Katzen, denen Lovecraft ebenso wie Poe zugetan war, sind bevorzugte Bewohner dieser Region. Es gibt zudem einige mehrfach wiederkehrende Charaktere wie einen gewissen Kuranes – im Traum ein König, im Leben eine Person aus Cornwall – oder etwa den Traumreisenden Randolph Carter, ein Alter Ego des Autors. Diese Texte werden dem Fantasy-Genre zugeordnet: Der Literaturwissenschaftler Brian Attebery nannte Lovecraft einen der größten Fantasy-Autoren des 20. Jahrhunderts. Der dänische Literaturwissenschaftler Ib Johansen sieht Parallelen zwischen Lovecrafts Die Traumsuche nach dem unbekannten Kadath (1927 erschienen) und J. R. R. Tolkiens Herrn der Ringe: In beiden Texten ist die Handlung als Quest gebaut, beide spielen in einem Sekundäruniversum (hier das Traumland, dort Mittelerde), und beide haben ein Happy End, bzw. wie Tolkien es nannte, eine Eukatastrophe.
Die Geschichten zum Cthulhu-Mythos bilden einen lose zusammenhängenden Kreis von Erzählungen, auf denen Lovecrafts heutiger Ruhm und Status als Kult-Autor zum größten Teil beruht; mit ihnen fand er zu seinem großen Thema. Sie sind u. a. von Arthur Machens Erzählungen vom Überleben eines uralten Übels und der verborgenen Mystik beeinflusst.
Diese Geschichten bilden die Basis für den von August Derleth so bezeichneten Cthulhu-Mythos, der von anderen Autoren aufgegriffen und erweitert wurde. Lovecraft selbst sprach vom Arkham Cycle, da in vielen seiner Geschichten die fiktive neuenglische Stadt Arkham vorkommt; andere Namen für den Kreis lauten Yog-Sothoth-Zyklus oder Cthulhu-Zyklus nach der prominentesten Schöpfung Lovecrafts, die im ersten wirklichen Vertreter des Zirkels mit Cthulhus Ruf 1926 ihr Debüt hatte.

### Gedichte
Bis zum Alter von etwa 25 Jahren sah Lovecraft sich in erster Linie als Dichter und erst in zweiter Linie als Prosaautor. Seine Beschäftigung mit der Literatur verflossener Jahrhunderte schlug sich in langen Lehrgedichten im Stil des 18. Jahrhunderts nieder. Neben solchen Nachbildungen altertümlicher Formen gibt es auch Gedichte, die den Hintergrund seiner Mythoserzählungen aufgreifen. Hierzu zählt vor allem der Sonettenzyklus Fungi from Yuggoth (deutscher Titel: Saat von den Sternen).

### Essays
Lovecrafts essayistische Arbeiten teilen sich in drei Hauptbereiche:
- Wissenschaft und Philosophie
- Amateurjournalismus
- Literaturtheorie und -kritik

Hinzu kommt Vermischtes und Verstreutes, so zum Beispiel einige Berichte über Reisen vor allem an der Ostküste (Sleepy Hollow To-day, Account of a Visit to Charleston, S.C. etc.), sowie einige autobiographische Notizen (z. B. The Brief Autobiography of an Inconsequential Scribbler und Some Notes on a Nonentity).

#### Wissenschaft und Philosophie
Lovecraft begann bereits in sehr jungen Jahren damit, populärwissenschaftliche Arbeiten zu verfassen, praktisch gleichzeitig damit, dass er die betreffenden Bereiche der Wissenschaft – hier vor allem Chemie und Astronomie – für sich entdeckte. So verfasste er um 1899 mehrere Abhandlungen über Chemie und gab noch als Teenager mehrere Zeitschriften heraus, deren Beiträge sämtlich von ihm verfasst wurden, darunter:
- The Scientific Gazette (32 Ausgaben, 1899–1909)
- The Rhode Island Journal of Astronomy (69 Ausgaben, 1903–1909)
- Astronomy/The Monthly Almanack (9 Ausgaben, 1903–1904)

Diese Beiträge sind heute nur noch von antiquarischem bzw. philologischem Interesse.

#### Amateurjournalismus
Ab 1914 beteiligte sich Lovecraft an der Bewegung des Amateurjournalismus. Er bemerkte den positiven Einfluss, den die so entstandenen Kontakte auf seinen Stil hatten, der so von „Archaismen und verstaubten Umständlichkeiten gereinigt“ wurde. Lovecraft engagierte sich in den amateurjournalistischen Verbänden und verfasste programmatische und historische Beiträge über Amateurjournalismus.

### Musik

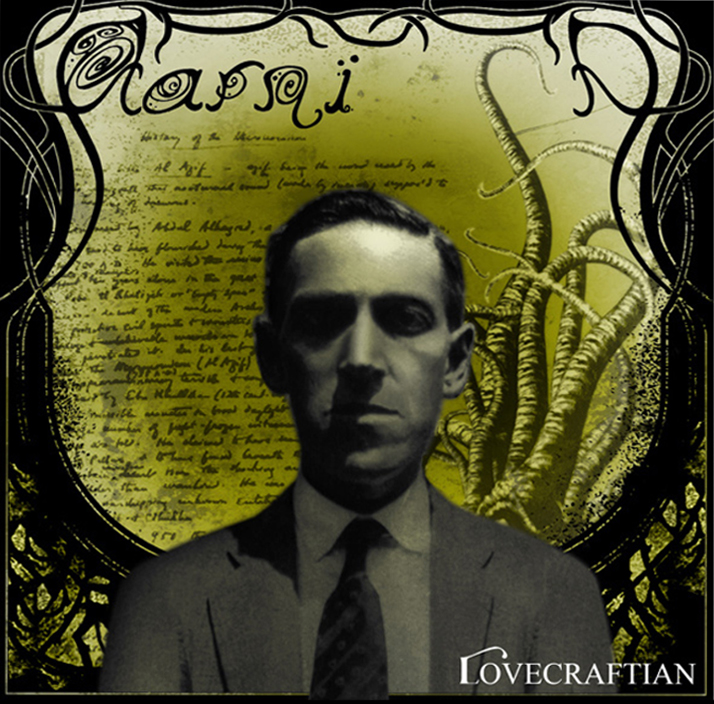
Entwurf des italienischen Coverkünstlers Alessandro Falca zum Cover des unveröffentlichten Aarni-Albums Lovecraftian.